# Geranium rotundifolium
Geranium rotundifolium é uma espécie de planta com flor pertencente à família Geraniaceae. 
A autoridade científica da espécie é L., tendo sido publicada em Species Plantarum 2: 683. 1753.
O seu nome comum é gerânio-peludo.

## Portugal
Trata-se de uma espécie presente no território português, nomeadamente em Portugal Continental, no Arquipélago dos Açores e no Arquipélago da Madeira.
Em termos de naturalidade é nativa de Portugal Continental e Arquipélago da Madeira e introduzida no arquipélago dos Açores.

## Protecção
Não se encontra protegida por legislação portuguesa ou da Comunidade Europeia.